# 寺島幹夫
寺島 幹夫（てらしま みきお、1931年9月4日 - 2008年12月4日）は、日本の俳優、声優、演出家。元：劇団俳協代表。福井県福井市出身。

## 来歴

### 生い立ち
小学校教師の夫妻の末っ子として生まれる。父は小学校長。戦争中は軍国少年であり、福井県で戦災にあって実家は全焼した。終戦後、演劇、文学、社会科学、哲学などを学び、それに飛びついて芝居を始める。高校時代は演劇部に所属して主役を演じ、県内一の演劇青年との評価も受ける。
1949年、福井県立藤島高等学校卒業。2 - 3年は地元の会社で就職していた。しかしいてもたってもいられなくなり、親も捨て、上京しようと決心。

### キャリア

#### 俳優・演出家として
1952年、家出同然に上京し新演劇研究所に入所し、下村正夫に師事。当時は芝居をしたい一心で食うや食わず、アルバイトで暮らす毎日だった。翌年に野間宏原作の『真空地帯』弓山学徒兵役で初舞台を踏む。1958年、劇団新演の設立に参加。同劇団では経営責任者を務めていた。1964年1月に新演の活動状況に反対して脱団し、フリーとなる、後に東京俳優生活協同組合に所属。俳協養成所では講師としても活動していた。
1960年代は若松孝二監督の作品に多数出演する異能の俳優として知られる。五社協定でスターたちが他社の映画に出演できなくなり、映画産業が停滞していたことで、300万円でピンク的な色合いで商売をしていた会社が映画を制作して、自分たちのやりたいことをやろうとする映画人が集まっていた時、偶々テレビ映画を制作していた若松孝二と知り合ったという。一時期は映画運動をしており、小プロダクションで映画の運動を始めた。「異能」と呼ばれていたのは、一方でプロデュースもしていたからだった。東京都新宿区新宿の映画人が集まる飲み屋で映画人同士で一晩中議論と喧嘩であけくれていたが、寺島は演劇しか知らないことからまたとない勉強になったという。
1975年には上落合事業所責任の常務理事を務める。生協基盤の親子ミュージカル公演事業に着手し、北杜夫原作の『船乗りクプクプの冒険』を制作して、全国を奔走していた。
その後、「演劇が地域に根ざしてもっと普及しなくては」と思い、北海道から沖縄県まで生協を軸として演劇の地方公演を続けていた。その時に地方の人物たちの芝居、映画との関わりを深めるなか、「やはり新劇は知識人の演劇だ」ということに気付いた。
1993年、埼玉県浦和市の応募市民250人によるミュージカル『みんな地球』の脚本、演出を担当。以後参加者が市民劇団を結成して、寺島はそこで指導をしていた。その時は、教員の主任手当反対闘争で手当を貯めていた資金で芝居の券を購入してくれた浦和市の教師たちの熱意と町おこし運動に共鳴して、地域の力を引き出す芝居を目指して「みんなの地球の会」を結成。その会では芝居の経験のない市民が主役を演じ、地域に入り、そこで学んだことを芝居に作り上げており、寺島はそこで本を書いていた。晩年は埼玉県所沢市小手指元町に在住して、参加者の希望で1995年には戦後50年記念の朗読劇『八月十五日の子どもたち』を市民参加で制作して、1996年には宮澤賢治生誕百年市民講座を担当していた。同時に「こてさし語りの会」を指導して地域の演劇活動に力を注いでいた。

#### 声優として
小劇団などの維持が難しくなったこと、オリンピック景気を機にマスコミが広がったこと、子供ができたこと、家族は食べていかれないこと、劇団が分裂していたこと、テレビで顔出しでの出演だとスケジュールが合わなくなることもあり、外国の映画の吹き替えで声優としての活動を始める。生活のために毎月30数本も出演していた。
1970年代に経済の高度成長で新劇活動はダメになったことから「マスコミで稼ごう」と思い、活躍の中心を声優に移す。

### 晩年・死去
以前から眼を悪くし、古希に現役を退くことを決めていたため2001年に役者として引退、以降劇団俳協で演出家として活動した。
2008年12月2日、「立ちくらみがして、胸が痛む」と訴えて、検査入院し、同年12月3日には退院。しかし同年12月4日に再び病院を訪れる予定で朝から普段通りに過ごすも、自宅のトイレで倒れているのを家族に発見され、同日午後4時5分に埼玉県所沢市の病院で心不全のため死去。77歳没。

## 人物
寺島自身は俳優だったことから声優という言葉はあまり好きではなかったという。
特技は野口体操。趣味は登山。
寺島自身は女系家族の最初の長男だった。妻は劇団に所属していた女優だった。

### 特色
声種はバス。方言は福井弁。
アニメでは、悪役、教師といった役柄が多かった。

### 出演作について
『科学忍者隊ガッチャマン』では悪役のベルク・カッツェ役を演じていたが、ものすごい反応があり、全国の中学生からの電話が夜中でも鳴りやまなかった。2007年時点では当時のファンとは文通が続いていたという。
日本で上映していたヒトラーの吹き替えとキング牧師のドキュメンタリーとチェ・ゲバラの声も担当。福井から上京した時は、訛りには苦労していたが、言葉の質が明晰だったことから、3人の独占で「演説役者」とも呼ぱれていた。ヒトラーの大演説の吹き替えをあのテンションで喋るのは大変で、寺島は目まいがしていたという。
役者として、心に残る舞台では新演時代の『日本の夜と霧』、『草むす屍』を挙げていた。

## 後任
以下が寺島の引退後や没後に、持ち役を引き継いだ後任一覧。
| 後任     | 役名                                    | 作品                           | 後任の初出演                                          |
| -------- | --------------------------------------- | ------------------------------ | ----------------------------------------------------- |
| 坂部文昭 | ウィルヘルム・フォン・リッテンハイム3世 | 『銀河英雄伝説』               | 『銀河英雄伝説外伝 決闘者』                           |
| 北沢洋   | ベルク・カッツェ                        | 『科学忍者隊ガッチャマン』     | 『タツノコファイト』                                  |
| 秋元羊介 | 山崎奨                                  | 「宇宙戦艦ヤマトシリーズ」     | 『宇宙戦艦ヤマト イスカンダルへの追憶』               |
| 寺杣昌紀 | ラザラス                                | 『宇宙大作戦』                 | 第1シーズン20話「二つの宇宙」追加収録部分             |
| 大木民夫 | ザリス                                  | 『宇宙大作戦』                 | 第2シーズン36話「惑星アルギリスの殺人鬼」追加収録部分 |
| 池田勝   | カング船長                              | 『宇宙大作戦』                 | 第3シーズン66話「宇宙の怪！怒りを喰う!?」追加収録部分 |
| 藤原啓治 | ガガーン                                | 『宇宙大帝ゴッドシグマ』       | 『スーパーロボット大戦Z』                             |
| 梶雅人   | ゾッド将軍                              | 『スーパーマン』テレビ朝日旧版 | WOWOW吹替補完版追加収録部分                           |
| いずみ尚 | 玄曹達                                  | 『あしたのジョー2』            | 『パチスロ あしたのジョー2』                          |
| 稲葉実   | エヴァン・ヴィクター・ウィルコックス    | 『チャーリーズ・エンジェル』   | 第3シーズン第5話のDVD追加収録分                       |
| 蓮岳大   | ケリー市長                              | 『OK牧場の決斗』東京12ch版     | Blu-ray版追加収録部分                                 |

## 出演

### テレビドラマ
- 月光仮面
  - 第一部「どくろ仮面編」（1958年）
  - 第二部「パラダイ王国の秘宝」（1958年）
  - 第三部「マンモス・コング」（1958年）
  - 第四部「幽霊党の逆襲」（1959年） - アナウンサー 役
  - 第五部「その復讐に手を出すな」（1959年）
- プリンススリラー劇場（フジテレビ）
  - 黒い花（1959年）
  - 粘土の犬（1962年）
- 雑草の歌 たった二人の工場（1960年、KR）
- 指名手配
  - 第97話 - 第98話「祖谷渓の老人殺し」（1961年）
  - 第126話・第128話「通り魔」（1962年）
- 日本の年輪 風雪二十年 桜花悲願ならず（1961年10月7日、NHK）
- おかあさん 第3話（1962年12月27日、CBCテレビ）
- 甲州遊侠伝 俺はども安 第13話（1965年）
- 七人の刑事
  - 第2シリーズ 第50話「手口」（1965年）
  - 第3シリーズ 第2話「第一通報者」（1978年）
  - 第3シリーズ 第5話「刑事は結婚詐欺師」（1978年）
  - 第3シリーズ 第6話「パニックイン警視庁」（1978年）
  - 第3シリーズ 第40話「かあさんの冬」（1979年）
- 泣いてたまるか 第45話「先生、初恋の人に逢う」（1967年、TBS）
- 絢爛たる復讐（1969年）
- 新・平家物語（1972年） - 如空坊
- 超人バロム・1（1972年） - コプー
  - 第1話「悪魔の使い深魚人オコゼルゲ」
  - 第35話「大魔人ドルゲがくだけ散るとき!!」※声のみ
- 落日燃ゆ（1976年）
- Gメン'75 第237話「カーアクション強盗団」（1979年）
- 特捜最前線 第319話「一億円と消えた父!」（1983年）
- 太陽にほえろ! 第567話「純情よ、どこへいく」（1983年） - 暴力団組員
- 土曜ワイド劇場 十三階の女「殺人法廷で唄う山中ぶし スナックママの胸に死のカトレアが…」（1983年、テレビ朝日）
- 昭和四十六年 大久保清の犯罪（1983年8月29日、TBS）
- 松本清張の熱い空気・夫婦の秘密「焦げた」（1983年7月2日） - 医師

### 映画
- 日本の夜と霧（1960年）
- 松川事件（1961年） - 佐藤一
- 乳房を抱く娘たち（1962年） - 新聞記者
- 悪のもだえ（1963年）
- 赤の犯行（1964年） - 土屋募
- 鉛の墓標（1964年） - 謎の男
- 不倫のつぐない（1964年）
- 逆情（1964年）
- 乾いた肌（1964年）
- 情事の履歴書（1965年）
- 壁の中の秘事（1965年） - 永井敏夫
- 白の人造美女（1966年）
- 裏切りの季節（1966年）
- ひき裂かれた情事（1966年）
- 血は太陽よりも赤い（1966年）
- 堕胎（1966年） - 丸木戸定男
- 情欲の黒水仙（1967年）
- 避妊革命（1967年） - 丸木戸定男
- 新宿マッド（1970年） - 刑事
- 性賊 セックスジャック（1970年） - 刑事1

### 舞台
- 朗読構成劇（構成・演出）
  - あの日たち-ナガサキ-1945-夏-
  - 八月十五日の子どもたち
- 結婚の申し込み（演出）
- どん底（助演）
- ハッピーピープル（構成）
- プロポーズ（演出）
- 寿歌（演出）
- モグラたちの夢ゲリラ（助演）

### テレビアニメ
1964年
- 狼少年ケン

1969年
- 海底少年マリン（アリ）
- 忍風カムイ外伝（ソネ）
- 佐武と市捕物控（源八、青江、浪人）

1970年
- あしたのジョー（1970年 - 1971年）
- のらくろ（山ザル隊長）

1971年
- アニメンタリー 決断
- さすらいの太陽（江川）

1972年
- アストロガンガー（ブラスター1）
- アニメドキュメント ミュンヘンへの道
- 科学忍者隊ガッチャマン（ベルク・カッツェ）
- 樫の木モック（王様）
- 正義を愛する者 月光仮面（鉄仮面カーン）

1973年
- 新造人間キャシャーン（カペル）

1974年
- ゼロテスター地球を守れ!（スーパーガロス、地獄ガロス）

1975年
- タイムボカン（ワルロボ軍司令官、ジキル）
- ラ・セーヌの星 （ド・フォルジュ）

1976年
- ゴワッパー5 ゴーダム（マグダー将軍）
- 母をたずねて三千里（アンドロレス、寺男）
- ポールのミラクル大作戦（アクナイター、磁鉄皇帝）

1977年
- 家なき子
- 超電磁マシーン ボルテスV（1977年 - 1978年、ザンバジル）
- ブロッカー軍団IVマシーンブラスター（ジョー）
- ヤッターマン（ドビンソン・クロースル、ゴーマン）
- あらいぐまラスカル

1978年
- 科学忍者隊ガッチャマンII（ベルク・カッツェ）
- 女王陛下のプティアンジェ（ロスター）
- 闘将ダイモス（1978年 - 1979年、ウォーリン、国防長官、ギルド）
- 星の王子さま プチ・プランス（サワブ）
- 無敵鋼人ダイターン3（ドナウン）
- 野球狂の詩（1978年 - 1979年、アナウンサー）
- ルパン三世 (TV第2シリーズ)（1978年 - 1980年）

1979年
- 宇宙戦艦ヤマト 新たなる旅立ち（山崎奨）
- 怪盗ルパン813の謎（グーレル刑事）
- 科学忍者隊ガッチャマンF（ベルク・カッツェ、ゴードン）
- 銀河鉄道999（ガンマン）
- ザ☆ウルトラマン（バルタン星人）
- 新・巨人の星II
- ゼンダマン（ダーマス）
- ベルサイユのばら（1979年 - 1980年）
- ルパン三世 (TV第2シリーズ)（ダイヤ鉱山社長、刑務所長、ガッペルト長官）

1980年
- 宇宙戦艦ヤマトIII（1980年 - 1981年、山崎奨、ヒステンバーガー）
- 宇宙大帝ゴッドシグマ（ガガーン）
- タイムパトロール隊オタスケマン（テヘス）
- 鉄腕アトム (アニメ第2作)（デッドクロス殿下、ミツダ博士）
- ルパン三世 (TV第2シリーズ)（首領）

1981年
- 愛の学校クオレ物語（ペルボーニ先生）
- あしたのジョー2
- 銀河旋風ブライガー（1981年 - 1982年、セルディワインベルク、バレンシア）
- 戦国魔神ゴーショーグン（真田博士、ゼニガスキー・ジッター）
- 六神合体ゴッドマーズ（1981年 - 1982年、アルファ、謎の声 他）
- 名犬ジョリィ（ガバリエロ）

1982年
- 科学救助隊テクノボイジャー（局長）
- ダッシュ勝平（スカイナー）
- 南の虹のルーシー（マッケンジー先生）
- わが青春のアルカディア 無限軌道SSX （ベンツェル艦長）

1983年
- 銀河疾風サスライガー（ライアン）
- タイムスリップ10000年プライム・ローズ
- まんが日本史（北条時政、小早川隆景、上杉景勝、安藤信正）

1984年
- 星銃士ビスマルク（ドメス将軍）

1986年
- メイプルタウン物語（ロバート・リスモンド）

1988年
- 美味しんぼ（高橋シェフ）

1989年
- 青いブリンク（ロックベラー）
- ジャングル大帝（シルバーバック）

1996年
- 名犬ラッシー（ラドリング公爵）

1998年
- MASTERキートン（老人）

1999年
- THE ビッグオー（ギーゼング）
- ∀ガンダム（領主、エリゾナ公）

### OVA
1985年
- エリア88（津雲善三）

1986年
- アウトランダーズ（プログレス）

1987年
- デビルマン 誕生編（飛鳥教授）

1989年
- エンゼルコップ（平川真澄〈クワタ〉）
- 銀河英雄伝説（ウィルヘルム・フォン・リッテンハイム3世〈初代〉）
- クラッシャージョウ 最終兵器アッシュ（エルガーノ）
- MIDNIGHT EYE ゴクウ（局長）

1998年
- 銀河英雄伝説外伝 千億の星、千億の光（ウィルヘルム・フォン・リッテンハイム3世〈初代〉）
- MASTERキートン（スワン卿）
- ヨコハマ買い出し紀行（おじさん）

### 劇場アニメ
1978年
- 科学忍者隊ガッチャマン（ベルク・カッツェ）

1979年
- ルパン三世 カリオストロの城

1980年
- 家なき子（ガレー弁護士）
- ヤマトよ永遠に（山崎奨）

1981年
- あしたのジョー2

1983年
- 宇宙戦艦ヤマト 完結編（山崎奨）

1984年
- 超人ロック（ティオニソス艦長）

1985年
- カムイの剣（藤林源十郎）
- ケンタウロスの伝説（富樫社長）

1987年
- 王立宇宙軍 オネアミスの翼（貴族B）
- 勝利投手（国政道朗）
- ダーティペア（生産委員長）

1991年
- 機動戦士ガンダムF91（レズリー・アノー）

### ゲーム
- クーロンズゲート〜九龍風水傳〜（1997、夏先生）

### 吹き替え

#### 俳優
- クラウス・キンスキー
  - ガンマン無頼 地獄人別帖（ブーン）
  - 群盗荒野を裂く（エル・サント）
  - 高き報酬（クリント・ロジャース）
- リー・ヴァン・クリーフ
  - OK牧場の決斗（エド・ベイリー）※日本テレビ版（DVD収録）
  - 硝煙のユタ荒原（ジェイ・ロード）
  - 無頼の群（パラル）

#### 海外映画
- 愛すれど心さびしく（ジェイク・ブラウント/ステイシー・キーチ）※テレビ朝日版
- 愛の嵐（ハンス/ガブリエル・フェルゼッティ）※日本テレビ版（BD収録）
- アガサ 愛の失踪事件
- 暁の7人（ラインハルト・ハイドリヒ/アントン・ディフリング）
- 明日に向って撃て!（ニュース・カーヴァー/ティモシー・スコット）※フジテレビ版
- アマゾネス（隊長/ベニート・ステファネッリ）
- アメリア（ファーレイ/ケヴィン・コンウェイ）
- アメリカ上陸作戦（ロザノフ/アラン・アーキン）
- アラモ（レイエス中尉）※テレビ朝日版
- 或る殺人（パケット/マーレイ・ハミルトン）
- 暗黒の恐怖（ジョン/アレクシス・ミノティス）
- アンタッチャブル（エンリコ・ロシー/ニコラス・ジョージアーデ）
- アンドロメダ…（スパークス将軍/ピーター・ホッブス）※テレビ朝日版
- インディ・ジョーンズ/最後の聖戦（エルンスト・フォーゲル親衛隊大佐/マイケル・バーン）※ソフト版
- 怒りと響きの戦場（セルピーリン将軍/アナトリー・パパノフ）
- エイリアン・ネイション（ワーナー/フランク・マッカーシー）
- エリックの青春 ※TBS版
- SF巨大生物の島（ネモ船長/ハーバート・ロム）
- OK牧場の決斗（ケリー市長）※テレビ東京版、（ジョニー・リンゴ/ジョン・アイアランド、ジョン・ シャンシー）※テレビ朝日版
- オーロラ殺人事件（レチンスキ/クリストファー・リー）
- 王になろうとした男（キップリング/クリストファー・プラマー）※機内上映版
- 狼よさらば（サム・クロイツェル/ウィリアム・レッドフィールド）
- カーツーム ※NETテレビ版
- 怪奇!血のしたたる家（リード/クリストファー・リー）
- 海底大脱走（大統領〈マイケル・アンサラ〉）
- カウボーイ（メンドーサ/ヴィクター・マニュエル・メンドーザ）※フジテレビ版
- 影の視線（銀行支店長〈マルセル・キュブリェ〉）
- 風とライオン ※テレビ朝日版
- 合衆国最後の日（オローク准将/ジェラルド・S・オローリン）
- カットスロート・アイランド（ブラックハリー/ハリス・ユーリン）※フジテレビ版（新盤BD収録）
- 悲しみは空の彼方に（エドワーズ/ダン・オハーリー）
- カナディアン・エクスプレス（ネルソン/ジェームズ・シッキング）※ソフト版
- ガルシアの首（マックス/ヘルムート・ダンティン）
- 艦長ホレーショ（ウィリアム・ブッシュ一等海尉/ロバート・ビーティ）
- 吸血狼男（フェルナンド/ユアン・ソロン）
- 恐怖の実験マウス（ドゥーロフ博士/レナード・ニモイ）
- キラー・エリート（コリス/アーサー・ヒル）
- きんぽうげ（ジョージ/クライヴ・レヴィル）
- 空爆特攻隊（コンウェイ将軍/バリー・アトウォーター）※テレビ朝日版（DVD収録）
- 空中ぶらんこ ※NET版
- 空軍大戦略 ※NET版
- 空中大脱走 ※フジテレビ版
- 薬と女とピストル（フランシス/マルセル・ボズフィ）
- クレオパトラ ※日本テレビ版
- クロスボー作戦（バンフォード/アンソニー・クエイル）
- 激戦地（カーライル）※日本テレビ版
- ゴースト・チェイス（ゴードン/ポール・グリーソン）
- 皇帝のビーナス（ルクレルク/マッシモ・ジロッティ）※TBS版
- 荒野の掟（ケント/エイレス・ラッキー）
- 荒野の1ドル銀貨 ※TBS版
- ザ・クレイジーズ/細菌兵器の恐怖（ライダー少佐/ハリー・スピルマン）
- ザ・ニンジャ/復讐の誓い（アンダーソン警部補/ノーマン・バートン）
- 殺人者たち（ミッキー・ファーマー/ノーマン・フェル）
- 猿の惑星（ゲレン医師/ライト・キング）※TBS版（日本語吹替完全版Blu-rayBOX収録）
- サンセット大通り（刑事）※テレビ東京版
- 七人の特命隊（北軍将軍）※フジテレビ版
- 10月のミサイル（ディヴ・パワーズ大統領特別補佐官、デイビッド・オームズビーゴア英大使、アナウンサー）
- 少林寺武者房（清長官）
- 侵入者2（ストリンガー/ジョス・アクランド）
- シシリアン（トニー・ニコシア/アメデオ・ナザーリ）
- スーパーマン（ゾッド将軍/テレンス・スタンプ）※テレビ朝日旧録版
- スイート・チャリティ（ヴィットリオ・ヴィダル/リカルド・モンタルバン）
- 頭上の脅威（モンフォール/マルセル・ボズフィ）
- スター・ウォーズ エピソード4/新たなる希望（コナン・アントニオ・モッティ提督、ゴールドリーダー）※日本テレビ版1
- スタジアム乱射事件（ニール・モンゴメリー/ポール・バーク）
- スリーピング・モンキー/睡拳（シーチン/ウェン・シャオフー）※テレビ東京版
- 聖衣（百人隊長/ジェフ・モロー）※LD版
- 戦場にかける橋（兼松大尉/ヘンリー大川）※フジテレビ版（デラックスエディションBD収録）
- 戦争と平和（ボルコンスキー公爵/ウィルフリード・ローソン）※テレビ朝日版
- 戦慄のレッド・ボーダー/暗殺への報酬 ※テレビ東京版
- 壮絶!第14部隊勇敢に戦えり（ジャン・デュヴァル/リカルド・モンタルバン）
- 続・夕陽のガンマン/地獄の決斗
- ソルジャーブルー（スプリンガーン中尉/マーティン・ウェスト）
- 大西部無頼列伝（スキメル/ジェラルド・ハーター）※テレビ東京版（DVD収録）
- タイタンの戦い（ポセイドン/ジャック・グウィリム）
- 大統領の陰謀（ディープ・スロート/ハル・ホルブルック）
- タクシードライバー（ウィザード/ピーター・ボイル）※TBS版
- 脱走部隊0013匹・インドシナ戦線の愚連隊（カッサーニェ隊長/ダニエル・チェカルデ）
- 007シリーズ
  - 007 ドクター・ノオ（デント教授/アンソニー・ドーソン）※TBS版
  - 007 ロシアより愛をこめて（クロスティーン/ヴラデク・シェイバル）※TBS版
  - 007/カジノ・ロワイヤル（ル・シフルの部下/ヴラデク・シェイバル）※日本テレビ版
- 誰が為に鐘は鳴る（フェルナンド/フォーチュニオ・ボナノヴァ）※TBS版
- ダンス・ウィズ・ウルブズ ※日本テレビ版
- 地底王国（フージャ/ショーン・リンチ）
- 天地創造（ニムロデ/スティーヴン・ボイド）※LD版
- 特攻大作戦（ヴィクター・R・フランコ/ジョン・カサヴェテス）
- 特攻サンダーボルト作戦（モルデカイ・グル参謀長/ジャック・ウォーデン）
- トップ・シークレット（ストレック将軍/ジェレミー・ケンプ）
- 飛べ!フェニックス（ハリス大尉/ピーター・フィンチ）※テレビ東京版
- ドラブル
- 鳥（セバスチャン・ショールズ/チャールズ・マッグロー）※フジテレビ版
- 情無用のジャンゴ（ハガーマン/フランシスコ・サンズ）
- ハーツ・アンド・マインズ/ベトナム戦争の真実
- バーバレラ（マーク・ハンド/ウーゴ・トニャッツィ）
- バグジー（チャーリー・ルチアーノ/ビル・グレアム）
- 裸のランチ（ドクター・ベンウェイ/ロイ・シャイダー）
- パトリオット・ゲーム（パディ・オニール/リチャード・ハリス）
- パパ/ずれてるゥ!（トニー/トニー・ハーヴェイ）
- ハロウィン6 最後の戦い（サム・ルーミス医師/ドナルド・プレザンス）
- パワープレイ（レイモンド・カサイ大佐/ジョン・グラニック）
- 判決前夜/ビフォア・アンド・アフター（フラン・コンクリン/ダニエル・フォン・バーゲン）
- ビーチレッド戦記（ハニーウェル曹長/リップ・トーン）
- ビッグ・ガン（ルカ・デンニーノ）※テレビ朝日版（DVD収録）
- ビッグトレイル（バーテン/ヴァル・アヴェリー、兵士）
- ビバリーヒルズ・コップ3（ジョン・フリント/ヘクター・エリゾンド）※ソフト版
- ファイナル・カウントダウン（サーマン/ロン・オニール）※テレビ朝日版
- フォートレス（エイブラハム/リンカーン・キルパトリック）※ビデオ版
- 復讐の用心棒（スティーブ/ペーター・カルステン）
- ふたり（ジル/フィリップ・マーチ）※TBS版
- 不法侵入（ルーリー/カーメン・アルジェンツィアノ）※テレビ朝日版
- フライングハイ（マクロスキー管制官/ロイド・ブリッジス）
- ブラニガン（チャーリー・ザ・ハンドル/ジェームズ・ブース）
- ブルーサンダー ※フジテレビ版
- プルトニウム・パニック（コンロイ中佐〈ジョン・マホーニー〉）
- フレンジー（判事）※テレビ朝日版
- ブレインストーム（アレックス・ターソン/クリフ・ロバートソン）
- ベトナム脱走兵の帰還・ふたり（ジレ/フィリップ・マーチ）※TBS版
- ポリスアカデミー（ハースト長官/ジョージ・R・ロバートソン）
- 香港の竜・酔八拳（イーグル・ハン/キム・イェン・イー）
- マグノリアの花たち
- 摩天楼ブルース（カレンスキー/ジョセフ・キャンパネラ）※テレビ朝日版
- マフィア・コネクション（マルチッシ/リチャード・コンテ）
- ミッドウェイ（ハリー・ピアソン中将/エド・ネルソン、ディクソン少佐/スティーブ・カナリ）※TBS版
- ミネソタ大強盗団
- 無防備都市（ベングマン少佐/ハリー・ファイスト）※NHK版
- メタル・ブルー（ステパノフ/アザリア・ラパポート、国務長官）
- 森の宝船（パパ）
- 遊星からの物体X（ジョージ・ベニングス/ピーター・マローニー）
- 夕陽のガンマン（クチーリオ/アルド・サンブレル）※テレビ朝日版
- 郵便配達は二度ベルを鳴らす（サケット検事/ウィリアム・トレイラー）
- 夜の大捜査線 ※NET版（BD収録）
- ローマの休日 ※テレビ朝日版
- ローズマリー（キングズレー/ジョン・セイツ）※テレビ東京版
- 六番目の男（ジェフ/ロバート・J・ウィルク）
- ワーロック（マッキューン/トム・ドレイク）※テレビ朝日版
- ワンス・アポン・ア・タイム・イン・チャイナ&アメリカ/天地風雲

#### 海外ドラマ
- アガサ・クリスティ・アワー 「赤信号」（アリントン卿〈アラン・バデル〉）
- アメリカン・ヒーロー（ビクター〈タルマス・ラスラーラ〉、宇宙人〈カート・グレイソン〉）
- インディ・ジョーンズ/若き日の大冒険（教授）
- 海の救助隊レスキュー5（ローリー/グラハム・ラウズ）
- X-ファイルシリーズ ※テレビ朝日版
  - シーズン1 序章（マイルズ刑事/レオン・ラッサム）
  - シーズン1 三角フラスコ
  - シーズン2 血液
  - シーズン3 土牢
- 奥さまは魔女 ※第126話
- 刑事コジャック ※第88・109話
- 刑事コロンボシリーズ
  - 殺人処方箋（バート・ゴードン/ウィリアム・ウィンダム）※日本テレビ版
  - 構想の死角（記者）
  - 二枚のドガの絵（ワイラー課長/バーニー・フィリップス）
  - 死の方程式（室長）
  - 悪の温室（グローバー刑事/ロバート・カーネス）※NHK版
  - アリバイのダイヤル（ラジオ実況）
  - ロンドンの傘（空港の警官/ペーター・チャーチ）
  - 偶像のレクイエム（ジェフリー刑事/ウィリアム・ブライアント）
  - 別れのワイン（ルイス/リジス・コーディック）
  - 白鳥の歌（TVレポーター/ラリー・バーレル）
  - 権力の墓穴（検視官/ジョシュア・ブライアント）
  - 自縛の紐（バディ・キャッスル/パット・ハリントン）※NHK版
  - ビデオテープの証言（TVアナウンサー）
  - 攻撃命令（チャーリー・ハンター/ジョエル・ファビア）
- ザ・プリテンダー 仮面の逃亡者（ネーグル艦長/レオン・ラッサム）
- ジェシカおばさんの事件簿（ミスコ警部/ロイ・シンズ）
- 事件記者コルチャック（パーマー/トム・スケリット）
- 私立探偵ハリー（クレイマー/ピーター・ホワイト）
- ジェシカおばさんの事件簿（ミスコ警部/ロイ・シンズ）
- シャーロック・ホームズの冒険「赤髪連盟」（ダンカン・ロス/リチャード・ウィルスン）※NHK版
- 新スタートレック（モンゴメリー・スコット大佐/ジェームズ・ドゥーアン、テキサス/ノーブル・ウィリンガム、ガイ・ギズボーン卿/クライヴ・レヴィル、アンティカ人・バダー、キー・メンドローゼン）
- 新スパイ大作戦「ブラック・シーズ」（ハキム、運転手）
- 新弁護士ペリー・メイスン「消せぬ傷」（マイヤホフ〈ポール・フリーマン〉）
- スパイ大作戦
  - 核弾頭を奪え（昼の金庫係/パトリック・チャンプベル、夜の金庫係/フレッド・ヴィラーニ）
  - 武器弾薬を渡すな（用心棒A）
  - 生贄（フェデリコ）
  - 偽造フィルムを暴露せよ（警備兵/アルフレッド・シェリー、ベンゲフ
  - 列車偽装作戦（オリヴァー・ドノヴァン/リチャード・ブル）
  - 第三の壁（ルーベッシュ/マイケル・フォレスト）
  - 未亡人は二度生まれる（ソートン）
  - トリック（ロバート/ジャック・ドナー）
  - スパイ交換作戦（メックレン）
  - 地下百メートルの円盤（前編・後編）（中尉）
  - 奇跡のカムバック（前編）（スタインチェックのトレイナー、スタンの部下B）
  - 第三次世界大戦
  - 暗号名“K”をあばけ（ダイス・マン）
  - 知りすぎた娘（コリガン）
  - 銃殺（刑務所の記者A、偵察機からの連絡の声）
  - 革命の黒幕（カボット/トム・マクドノー）
  - 消えた汚染死体（サンドラ）
  - 死のロープウェイ（ルディ）
  - 皆殺し波止場（オルコット警部）
  - 殺しのジェット空輸（クレッグ）
  - シンジケートから来た男（ワイリー、ディーラー）
  - 戦慄“殺しの横顔”（テオ・デイン/ローズ・リーズン）
  - 指令なき作戦計画（アムスビー/エド・ギルバート）
  - 架空殺人事件（アレックス、バーテン）
  - カラクリを叩きつぶせ（ポール/ジョン・クロウフォード）
  - 王冠すり替え大逆転（ブーマー/パーネル・ロバーツ）
- 0011ナポレオン・ソロ（ブラックの手下）※第15話
- タイムトンネル 「魔術師マーリン」（ウォーガン〈ヴィンセント・ベック〉）
- タイムマシーンにお願い
- 大草原の小さな家（ハロルド/ロイヤル・ダノ）
- チャーリーズ・エンジェル シーズン3 #5（エヴァン・ヴィクター・ウィルコックス/レイ・ワイズ）
- ミステリーゾーン（銀行員ハンフォード/ロバート・コーンスウェイス、アル/ジェームズ・ブロデリック）
- 逃亡者 #11（ジャクソン/フランク・サットン）
- ドクター・フー（ベスブリッジ将軍）
- 特捜班CI-5（ボブ/バリー・ジャクソン）
- 特攻ギャリソンゴリラ　#15(プルンナー少佐/カール・シェル)
- 地上最強の美女 バイオニック・ジェミー
- 電撃スパイ作戦 #3（ペランゴ〈ベン・カルザース〉）、#15
- 秘密指令S 第1話（保安部員）
- フリッパー（グアーシー/スティーブン・ワイズ）
- プリズナーNo.6
  - 「No.2旗色悪し」（No.14/バジル・ホスキンズ）
  - 「思想転移」（ヴィリエ部長/ジェームス・ブリー）
- プロテクター電光石火
  - ハリー暗殺指令（ジェイソン・ハワード/デレク・スミス）
  - 死の儀式（メディナ/スタンリー・レバー）
- ナイトライダー #14（ケンプラー博士/ケネス・タイガー）
- 犯罪捜査官ネイビーファイル シーズン2（マシュー・オハラ/カーメン・アルジェンツィアノ）
- マックス・ヘッドルーム（クライブ・サッチャー）
- 名探偵ポワロ ポワロのクリスマス（遺言執行人ジャールトン）※NHK版
- ヤングライダーズ（メイジャーズ/ジェームズ・ルーキー）
- ロックフォードの事件メモ（イブリン・マーチン〈エンジェル〉/スチュアート・マーゴリン）
- ワイオミングの兄弟（インディン・ジム〈ジム・ウェストモーランド〉）、（ジム〈ロン・ソブル〉）

#### アニメ
- タンタンの冒険
- バットマン

#### 人形劇
- サンダーバード
  - SOS原子旅客機（標的1号機長、救護班）
  - 火星ロケットの危機（アーリントン橋司令官）
  - 秘密作戦命令（アーリントン橋司令官）
  - クラッブロガーの暴走（クラッブロガー作業本部所長ジャンセン）
  - サンダーバード 劇場版（レイ・ピーアス博士）※劇場公開版
  - サンダーバード 劇場版（ポール・トレバース機長）※民放版
  - サンダーバード6号（フォスター船長〈偽物〉）※民放版
- ジョー90
  - 消えた天才ピアニスト（クロス少佐）
  - 恐怖の爆弾トラック（ピアース中尉）
  - 世界一のボディガード（演説、ガリンシア、潜水夫）
- ロンドン指令X
  - コンピューター・スパイ（ドライゼンバーグ国大使の助手）
  - 新兵器アクアタンク（グラハム博士）

### 特撮
- Xボンバー（1980年、ドクトルベンの声）
- 救急戦隊ゴーゴーファイブ（1999年、ドグルの声）

### ドラマCD
- 宇宙戦艦ヤマトドラマ編（山崎奨）
  - 宇宙戦艦ヤマトIII ドラマ編
  - 宇宙戦艦ヤマト 完結編 ドラマ編
- MIND ASSASSIN（ハインリヒ・ヨアヒム・レンツ）
- ヨコハマ買い出し紀行（おじさん）

### ラジオドラマ
- KRラジオ図書館 俺たちの行進曲（1984年）

### CM
- 超電磁マシーン ボルテスV 玩具CM（ナレーション）